# Жослен (замък)
Замъкът Жослен (на фр. Château de Josselin) се намира във френската община Жослен в департамента Морбиан в Бретан.

## История
Първият замък е издигнат на това място около 1008 г. от графовете на Рен. Прилежащото селище по това време е било добре развито в търговско и военно отношение, а след като от 9 в. в него е изградено и място за приемане на многобройните поклонници, стичащи се тук ежегодно на 8 септември в църквата Нотр-Дам дю Ронсие, благосъстоянието на местното население и техните графове значително се увеличава.
През 1154, младият херцог на Бретон Конан IV е лишен от правата си над замъка от разбунтувалите се бретонски барони и търси убежище при английския крал Хенри II. След като разбива бунтовниците, Хенри II лично пристига да ръководи разрушаването на замъка, чиито земи стават притежание на неговия по-малък брат Жофруа Плантагенет.
Едва през 1370, когато Оливие V дьо Клисон придобива именията, е построена наново величествена крепост с 8 кули и 90-метров донжон.
През 1488, херцогът на Бретан Франсоа II (Бретон) превзема замъка и частично го разрушава. Неговата дъщеря Ана Бретанска, съпруга на френския крал Шарл VIII, го връща на Жан II дьо Роан, правнук на Оливие V дьо Клисон, който го реконструира с помощта на италиански строители и архитекти и в знак на признателност към Ана Бретанска поставя на много места нейната емблема.
Оттогава до днес замъкът е собственост на херцозите дьо Роан. Въпреки това поради принадлежността си към протестантството те на няколко пъти са принудени да напускат замъка – по време на религиозните войни срещу Анри IV в края на 16 в. замъкът им е отнет и превърнат във военна база на Католическата лига, а през 1629 г. Ришельо в наказателна акция нарежда да бъдат разрушени донжонът и четири от кулите.
От 18 в. замъкът вече не е обитаван и по време на Френската революция, а след това при Наполеон I е използван за затвор и склад. Едва през 1822 г. херцог дьо Роан се заема да го реставрира.
Днес замъкът е обитаван от четиринайсетия херцог дьо Роан – Жослен дьо Роан, сенатор и регионален президент на Бретан от 1992 до 2004.

## Посещения
За посещения са отворени дворът и няколко стаи на първия етаж, където са изложени мебели, фамилни портрети, кралски подаръци и една статуя на Оливие V дьо Клисон. В някогашните конюшни е направен Музей на куклите с над 400 кукли от 17 – 19 в. с оригинални тоалети.